# Jászberény Wolverines 2022
Questa voce raccoglie le informazioni riguardanti gli Jászberény Wolverines nelle competizioni ufficiali della stagione 2022.

## Divízió II 2022

### Stagione regolare
| 3 aprile 2022 3ª giornata | Miskolc Renegades | 38 – 6 | Jászberény Wolverines |  |

| 16 aprile 2022 5ª giornata | Jászberény Wolverines | 14 – 40 | Levelek Spartans |  |

| 22 maggio 2022 10ª giornata | Jászberény Wolverines | 0 – 40 | Eger Heroes |  |

| 5 giugno 2022 12ª giornata | Dabas Sparks | 55 – 18 | Jászberény Wolverines |  |

## Statistiche di squadra
| Competizione      | %Vittorie | In casa | In casa | In casa | In casa | In casa | In casa | In trasferta | In trasferta | In trasferta | In trasferta | In trasferta | In trasferta | Totale | Totale | Totale | Totale | Totale | Totale |
| Competizione      | %Vittorie | G       | V       | N       | P       | Pf      | Ps      | G            | V            | N            | P            | Pf           | Ps           | G      | V      | N      | P      | Pf     | Ps     |
| ----------------- | --------- | ------- | ------- | ------- | ------- | ------- | ------- | ------------ | ------------ | ------------ | ------------ | ------------ | ------------ | ------ | ------ | ------ | ------ | ------ | ------ |
| Stagione regolare | .000      | 2       | 0       | 0       | 2       | 14      | 80      | 2            | 0            | 0            | 2            | 24           | 93           | 4      | 0      | 0      | 4      | 38     | 173    |
| Totale            | .000      | 2       | 0       | 0       | 2       | 14      | 80      | 2            | 0            | 0            | 2            | 24           | 93           | 4      | 0      | 0      | 4      | 38     | 173    |